# Södertälje Kings
O Södertälje Basketbollklubb, é um clube profissional de basquetebol sediado na cidade de Södertälje, Estocolmo, Suécia que atualmente disputa a Liga Sueca. Foi fundado em 1968 e manda seus jogos na AXA Sports Center com capacidade de 6.000 espectadores.

## Temporada por Temporada
| Temporada | Nível | Liga        | Pos. | Pós Temporada     | Competições Europeias | Competições Europeias |
| --------- | ----- | ----------- | ---- | ----------------- | --------------------- | --------------------- |
| 2004-05   | 1     | Basketligan | 1    | Campeão           |                       |                       |
| 2005-06   | 1     | Basketligan | 7    |                   |                       |                       |
| 2006-07   | 1     | Basketligan | 11   |                   |                       |                       |
| 2007-08   | 1     | Basketligan | 4    |                   |                       |                       |
| 2008-09   | 1     | Basketligan | 4    | Quartas de Finais |                       |                       |
| 2009-10   | 1     | Basketligan | 5    | Quartas de Finais |                       |                       |
| 2010–11   | 1     | Basketligan | 4    | Semifinalista     |                       |                       |
| 2011–12   | 1     | Basketligan | 2    | Finalista         |                       |                       |
| 2012–13   | 1     | Basketligan | 3    | Campeão           | 3 Eurochallenge       | TR                    |
| 2013–14   | 1     | Basketligan | 1    | Campeão           | 3 Eurochallenge       | TR                    |
| 2014-15   | 1     | Basketligan | 1    | Campeão           | 3 Eurochallenge       | TR                    |
| 2015-16   | 1     | Basketligan | 1    | Campeão           | 4 Copa da Europa      | R32                   |
| 2016-17   | 1     | Basketligan | 3    | Finalista         | 4 Copa da Europa      | SF                    |
| 2017-18   | 1     | Basketligan | 4    | Semifinalista     | 4 Copa da Europa      | SE                    |
| 2018-19   | 1     | Basketligan | 1    | Campeão           | 4 Copa da Europa      | PE                    |
| 2019-20   | 1     | Basketligan | 4º   |                   | 4 Copa Europeia       | FG 1-5                |
| 2021-21   | 1     | Basketligan | 1º   | Finalista         |                       |                       |
| 2022-23   | 1     | Basketligan | 8º   | Quartas de Finais |                       |                       |
| 2023-24   | 1     | Basketligan | 6º   | Quartas de Finais |                       |                       |
| 2024-25   | 1     | Basketligan | 8º   | Quartas de Finais |                       |                       |

## Títulos
- Basketligan

Campeões (12): 1978, 1987, 1988, 1990, 1991, 1992, 2005, 2013, 2014, 2015, 2016, 2019